# Pierre-René Flamant
Pierre-René Flamant est un chirurgien et médecin français né le 29 avril 1762 à Nantes et mort le 7 juillet 1833 à Strasbourg.

## Biographie
Pierre-René Flamant est le fils de Pierre Joseph Flamant, graveur, et de Françoise Collinet.
Après sa scolarité au collège de l'Oratoire de Nantes, il suit ses études de médecine à Paris, où il est l'élève en chirurgie de Desault, Chopart et Sebastier. Il obtient son doctorat à Nancy en 1788.
Démonstrateur d'anatomie et professeur de l'école que venait d'établir Louis XVI dans le régiment du Roi, pour les élèves qui devraient occuper des postes dans l'armée, il est professeur d'anatomie et de chirurgie au Lycée de Strasbourg et professeur titulaire des accouchements à l'École de médecine de Strasbourg. 
Il fonde une clinique obstétricale (partagé avec la maternité fondée par Johann Jakob Fried (en) en 1727). 
Le 27 décembre 1820, il est nommé membre associé de l'Académie de médecine.

## Publications
- Questions soumises par la veuve et les héritiers Briot aux professeurs de la Faculté de médecine de Strasbourg (1828)
- Mémoire pratique sur le forceps.(1816)
- Éloge de M. Joseph Noël,... professeur et directeur de l'école spéciale de médecine de Strasbourg (1808)

### Sources
- Catherine Marie De Nicola, Pierre-René Flamant (1762-1834) : professeur de chirurgie théorique et pratique, d'accouchements, de maladies des femmes et d'éducation physique des enfants à l'école spéciale de santé de Strasbourg, 2000